# Il barocco leccese
Pour plus de détails, voir Fiche technique et Distribution.
Il barocco leccese est un court métrage documentaire italien de 6 minutes réalisé par Carmelo Bene, sorti en 1968.
C'est le seul court métrage de 1968 achevé d'une série de trois documentaires que Carmelo Bene devait tourner pour Nexus Film. Avec les fonds alloués à leur réalisation, Bene a ainsi pu se permettre de tourner Notre-Dame des Turcs, son premier long métrage.
Le documentaire a pour thème l'architecture baroque de la région italienne des Pouilles. Plus spécifiquement, il se présente comme un « documentaire sur la basilique Santa Croce de Lecce » avec un commentaire de Carmelo Bene.
Enrico Ghezzi rapporte que Bene « a toujours nié avoir tourné et titré » ce film, mais admet ensuite l'avoir fait pour récolter de l'argent. D'autre part, certains spéculent que ce n'est pas l'artiste de Salento lui-même qui l'a réalisé, bien qu'il y ait apposé sa signature au générique.
Le court-métrage a été projeté le 28 janvier 2012 au Festival Carmelo Bene organisé à Bari à l'occasion du dixième anniversaire de la mort de l'artiste.

## Fiche technique
- Titre original italien et français : Il barocco leccese[4],[6]
- Réalisation : Carmelo Bene
- Scénario : Carmelo Bene
- Photographie : Mario Masini
- Production : Giorgio Patara
- Société de production : Nexus film
- Pays de production :  Italie
- Langue originale : italien
- Format : Couleur - 1,33:1 - Son mono - 16 mm
- Genre : Documentaire
- Durée : 6 minutes
- Dates de sortie : 
  - Italie : 1968